# Korsrån
Korsrån är en klippa i Finland.   Den ligger i den ekonomiska regionen  Borgå  och landskapet Nyland, i den södra delen av landet, 40 km nordost om huvudstaden Helsingfors. Korsrån ligger 55 meter över havet.
Terrängen runt Korsrån är huvudsakligen platt. Korsrån ligger uppe på en höjd. Runt Korsrån är det ganska tätbefolkat, med 67 invånare per kvadratkilometer. Närmaste större samhälle är Borgå, 10,0 km sydost om Korsrån. I omgivningarna runt Korsrån växer i huvudsak blandskog.